# Sam Johnstone
Samuel Luke Johnstone (ur. 25 marca 1993) – angielski piłkarz, występujący na pozycji bramkarza. Obecnie gra w Crystal Palace.

## Kariera klubowa
W sezonie 2010/11 Johnstone dołączył do akademii United. Był on także wypożyczany do Oldham Athletic, Scunthorpe United, Walsall, Yeovil Town, Doncaster Rovers, Preston North End i Aston Villi. 3 lipca 2018 roku podpisał kontrakt z West Bromwich Albion.

## Kariera reprezentacyjna
Johnstone zadebiutował w reprezentacji Anglii przeciwko Słowacji w wieku 19 lat we wrześniu 2010 roku. Był także częścią zwycięskiej drużyny w 2010 roku na Mistrzostwach Europy do lat 17.
28 maja 2013 roku został powołany do 21-osobowej drużyny Petera Taylora na Mistrzostwa Świata FIFA 2013 w piłce nożnej. Zadebiutował 16 czerwca 2013 roku, w zwycięskim spotkaniu 3-0 przeciwko Urugwajowi.

## Życie prywatne
Jego ojcem jest Glenn Johnstone, piłkarz, grający w lidze piłkarskiej dla Preston North End na początku lat 90.. Jego młodszy brat Max, dołączył do Manchesteru United jako zawodnik drużyny młodzieżowej we wrześniu 2016 roku.

## Sukcesy
Manchester United
- Premier League: 2012/2013
- Puchar Ligi: 2016/2017
- Liga Europy: 2016/2017